# ساساكي كوجيرو
ساساكي كوجيرو (باليابانية: 佐々木 小次郎) وهو سيافٌ يابانيٌ بارزٌ يُعتبر على نطاق واسع أستاذًا في حرفته، ولد في محافظة فوكوي. عاش خلال فترة أزوتشي-موموياما وأوائل فترة إيدو وأكثر ما يتذكره الناس بوفاته أثناء قتاله مياموتو موساشي في عام 1612.

## السلاح
كان سلاح ساساكي المفضل أثناء القتال عبارة عن أوداتشي ذو حواف مستقيمة بطول نصل يزيد عن 90 سم (2 قدم ، 11.5 بوصة). على سبيل المقارنة، يبلغ متوسط طول شفرة الكاتانا العادية عادة 70 سم (2 قدم ، 3 بوصات) ولكن نادرًا ما يكون أطول. على الرغم من طول السيف ووزنه، كانت ضربات كوجيرو بالسلاح سريعة ودقيقة بشكل غير عادي.